# Renordification
La renordification (Aufnordung en allemand) renvoie à la politique raciale mise en place par le Troisième Reich pour tenter de s'opposer à la dénordification des Allemands, rameau principal du peuple indogermanique nordique. 

## Concept
Selon les théoriciens raciaux nazis, regroupés autour de Hans Günther et Walther Darré, les Allemands, rameau principal du peuple Indogermanique nordique, a connu au fil des siècles un processus de dénordification. Le NSDAP, dès avant la prise du pouvoir en 1933, développe un corpus théorique destiné à mettre un terme à ce processus et à renforcer l'élément nordique au sein du Volk germanique.

## Un enjeu de débats au sein du NSDAP
Dès les années 1920, s'organise, autour de ce concept, des débats passionnés, qui recoupent ceux qui divisent le NSDAP autour du peuple originel des Indogermains.
Le débat principal qui traverse le NSDAP s'organise autour de la conception de la race : Après le départ d'Otto Strasser, les partisans de la race nordique, donc de la renordification, son corollaire, prennent de l'ascendant au sein du NSDAP,. Jusqu'en 1934, le débat racial au sein du NSDAP est très vif, autour de la notion de race nordique ; après cette sanglante épuration, les opposants à la doctrine nordiciste sont systématiquement écartés de l'appareil nazi.
Dans ces débats, Hitler, comme Rosenberg, les deux principaux théoriciens du nazisme durant les années 1920, ne tranchent pas expressément la question ; en 1934, lors des débats au sein du parti pour la réécriture du droit en vigueur dans le Reich dans un sens national-socialiste, le débat n'est pas tranché, même si les débats rendent compte d'un désir d'« amélioration de la race allemande » et de mise à l'écart des Juifs.

## Renordification et politique raciale
Dès 1933, les tenants de cette politique raciale disposent de la possibilité de mettre en place une politique ayant pour objectif le renforcement des soi-disant caractères nordiques au sein du Volk germanique. Prélude à la constitution d'un Reich grand-germanique à l’échelle du continent européen, la renordification est pensée par ses théoriciens comme une politique de longue haleine, à la fois culturelle et raciale.

### Aspects culturels
Selon les tenants d'une renordification du peuple allemand, ce processus doit être mené de front avec une déchristianisation en profondeur de la société allemande. Au sein de la SS, Himmler, appuyé sur ses proches, se propose ainsi de définir une nouvelle religiosité germanique, développée dans un premier temps au sein de la SS : Himmler approuve ainsi les projets de Karl Wiligut, un de ses familiers, qui propose de substituer au christianisme une religiosité basée sur le culte germanique des ancêtres.

### Aspects raciaux
De plus, à partir de l'occupation de la Pologne en 1939, les théoriciens raciaux du Reich, regroupés autour de Himmler et de Rosenberg, disposent d'un champ d'expérimentation beaucoup plus vaste que celui de la SS, le gouvernement général de Pologne. 
Ainsi, Himmler favorise la mise en place d'une politique de traque systématique des individus présentant, selon les standards raciaux de la SS, des caractères allemands. Cette recherche systématique des « gènes germaniques perdus » se fait au moyen d'examens raciaux systématiques de populations polonaises, russes, baltes et ukrainiennes, afin de permettre d'intégrer au Volk germanique des éléments de peuples allemands anciennement installés en Pologne ou plus à l'Est. Les enfants nés des relations entre les femmes des pays occupés et les soldats allemands subissent aussi ces examens raciaux, confiés à la NSV. 
Cette politique se matérialise aussi par des rapts d'enfants originaires de Pologne et d'URSS. Est ainsi mis en place un réseau d'orphelinats gérés par les SS dans les territoires occupés, servant de paravent à la sélection d'enfants « racialement de valeur ».